# Friedrich Wilhelm Mader
Ernst Friedrich Wilhelm Mader (* 1. September 1866 in Nizza; † 30. März 1945 in Bönnigheim) war ein deutscher evangelischer Pfarrer und Schriftsteller von Zukunfts- und Abenteuerromanen, Theaterstücken, Märchen, Gedichten und Liedern. Er wird der schwäbische Karl May genannt.

## Leben
Friedrich Wilhelm Mader wuchs im evangelischen Pfarrhaus der deutschsprachigen Gemeinde in Nizza auf, deren langjähriger Leiter sein Vater Philipp Friedrich Mader war. Mader war ein guter Schüler und beendete seine Schullaufbahn 1884 mit dem Abitur in Heilbronn. Danach studierte er von 1884 bis 1889 evangelische Theologie an der Universität Tübingen, wo er Mitglied der Studentenverbindung AV Virtembergia wurde. 1889 trat er in den württembergischen Kirchendienst ein. Er war von 1890 bis 1894 Vikar an verschiedenen Orten, darunter in Nizza und von 1897 bis 1917 Pfarrer in Eschelbach und Kesselfeld in Hohenlohe.
In den Jahren im Hohenlohischen begann er, Jugendbücher zu veröffentlichen (bis 1942), die vor allem in anderen Kontinenten spielen. Mader war nebenbei für verschiedene Zeitungen, u. a. für die Münchner Fliegenden Blätter, tätig. Seine eigentliche Berufung war die Schriftstellerei. Ab 1917 war er als freier Schriftsteller tätig. Mader war von christlich-evangelischen Lebensvorstellungen und Pietismus durchdrungen sowie deutschnational eingestellt. Seine Afrikaromane machten ihn zu einem besonders bild- und wortreichen Vertreter der Kolonialliteratur der Weimarer Republik und wurden zum Teil bis in die NS-Zeit verlegt. 1929 baute er in Stuttgart, in der Otto-Reiniger-Straße 65, ein eigenes Haus.
Im Kreisarchiv des Hohenlohekreises wird ein Teil des Nachlasses von Friedrich Wilhelm Mader aufbewahrt.
Zu seinen Kindern zählt der Maler Fritz Mader.

## Werke

### Abenteuerliteratur
Der Schwerpunkt seines Schaffens liegt im Bereich Abenteuerroman. Seine Werke waren Anfang des vorigen Jahrhunderts unter Erwachsenen und Jugendlichen, die sich für ferne Länder interessierten, überaus beliebt. In dieser Zeit war besonders der Mythos des Abenteuers in fremden unbekannten Welten, den daraus resultierenden Kämpfen und Gefahren, von großem Interesse.

#### Romane mit Schauplatz Afrika (Auswahl)
- Im Lande der Zwerge (Abenteuer und Kämpfe im inneren Afrikas mit Zwergvölkern)
- Nach den Mondbergen (Abenteuer im Inneren Afrikas, zu den Quellen des Nils), späterer Titel „Ins dunkle Afrika“
- Oranjehof (Abenteuer in Südafrika mit Eingeborenen und Buren, auf Farmen und in Diamanten- sowie Goldminen)
- Flucht aus dem Sudan (Mahdi-Aufstand in Nordafrika, Flucht von Deutschen aus Gefangenschaft und Gewalt und den Fängen von Kalifa)
- Die Helden von Ostafrika (bestehend aus 3 Bänden: "Am Kilimandjaro", "Vom Pangani zum Rowuma" und "In unbekannte Fernen", über Lettow-Vorbeck im ostafrikanischen Krieg sowie Abenteuern im Urwald und in der Steppe)
- Im Kampf um Recht und Freiheit (Erlebnisse im Burenkrieg)
- Die Fremdenlegionäre (Abenteuer, Flucht und Kämpfe von Fremdenlegionären in der Wüste)
- Die Messingstadt (Abenteuer um eine geheimnisvollen Stadt in der Sahara, mit deutschen Forschern und ihren Kämpfen in der Wüste), späterer Titel „Das Geheimnis der Sahara“
- Ophir (Abenteuer im Reich der Königin von Saba und im Goldland Ophir), späterer Titel „Der Schatz des Halim Pascha“

#### Romane mit Schauplatz Südamerika (Auswahl)
- El Dorado (Reisen und Abenteuer von zwei Jungen in den Urwäldern von Südamerika, Tier- und Pflanzenwelt sowie Einwohner werden anschaulich geschildert), späterer Titel „Auf den Spuren der Inkas“

#### Romane mit Schauplatz Australien, Ozeanien und Südpol (Auswahl)
- Der König der Unnahbaren Berge (Abenteuerfahrt deutscher Forscher mit einem Auto in das Innere Australiens)
- Im Weltmeer verirrt (Abenteuer, Gefahren und Schrecken zweier deutscher Mädchen auf einer Südseeinsel mit Orkanen, Haien und Seeräubern)
- Im Eis des Südpols (Abenteuer und Gefahren einer schwedischen Expedition in den Jahren 1901 bis 1903)

### Märchen (Auswahl)
Nach der Niederlage Deutschlands im Ersten Weltkrieg und den darauffolgenden politischen und sozialen Veränderungen, die auch Mader und seine Familie schmerzlich betrafen, flüchtete er sich in das Reich der Phantasie und verfasste Märchen.
- Kronenmärchen (1924 im Aue-Verlag erschienen)

### Lieder (Auswahl)
Mader war zeit seines Lebens sehr mit seiner Heimat, dem Schwabenland, verbunden. Dies drückt sich auch in seinen Liedern aus, die in Schwaben populär waren.
- Lieder aus dem Schwabenland (1932 im Eigenverlag erschienen)

### Zukunftsromane
Ein Werk von Wilhelm Mader fällt aus dem Rahmen seiner üblichen Abenteuerromane. Es ist das Buch Wunderwelten (1911). Mit diesem Roman betritt er literarisches Neuland, es gehört zum Genre Zukunftsliteratur. Mader ist neben Kurd Lasswitz und Hans Dominik einer der ersten Schriftsteller dieses Genres in Deutschland. Neben Wunderwelten schrieb er noch zwei weitere Romane, die eine zusammenhängende Geschichte bilden. Diese Romane, die in gewisser Weise Science Fiction zuzuordnen sind, heißen Die tote Stadt (Teil 1, 1923) und Der letzte Atlantide (Teil 2, 1923). Beide Romane spielen am Südpol, wo ein Gebiet mit seltsamen Urtieren (Saurier) in einer eigentümlichen Urzeit existiert, eingepackt im Eis.
- Wunderwelten (1911)
- Die tote Stadt (Teil 1, 1923)
- Der letzte Atlantide (Teil 2, 1923)

### Neu aufgelegte Romane
Diese sind nach dem Zweiten Weltkrieg gekürzt erschienen. 
Deutsche Buchvertriebs- und Verlagsgesellschaft Düsseldorf 1952
- Die Flucht aus dem Sudan (der Roman mit demselben Titel erschien 1925)
- Der Schatz des Helim Pascha (der Roman erschien 1911 unter dem Titel „Ophir“)
- Das Geheimnis der Sahara (der Roman erschien 1924 unter dem Titel „Die Messingstadt“)
- Ins dunkle Afrika (der Roman erschien 1911 unter dem Titel „Nach den Mondbergen“)
- Auf den Spuren der Inkas (der Roman erschien 1904 unter dem Titel „El Dorado“)
- Im Banne des Goldenen Drachen (der Roman erschien 1930 unter dem Titel „Von Hankou bis Kukunor“)
- Wunderwelten (dieser Roman erschien 1987 beim Wilhelm Heyne Verlag ungekürzt als Taschenbuchausgabe)

Bären Verlag Düsseldorf 1961:
- Auf den Spuren der Inkas (der Roman erschien 1904 unter dem Titel „El Dorado“)

Neuausgaben zum 150. Geburtstag von Friedrich Wilhelm Mader, herausgegeben von Detlef Münch. synergen Verlag, Dortmund 2016:
- Reise nach Polstadt. Utopisch-phantastischer Atlantis-Roman in 4 Erzählungen. ISBN 978-3-946366-08-9.
- In der verschollenen Stadt. Phantastische Abenteuererzählungen. ISBN 978-3-946366-09-6.
- Reise in die Fixsternwelt nach Heliastra. ISBN 978-3-946366-10-2.
- Heliastra und der Weltkrieg. Ein Sternenkind vom Planeten des Friedens auf der Erde. ISBN 978-3-946366-11-9.